# Brecon
Brecon (Aberhonddu in het Welsh, voorheen ook gekend als Brecknock) is een plaats aan de oevers van de Usk in het Welshe graafschap Powys. Brecon telt 8.250 inwoners (2011). Historisch was het stadje altijd de county town van de historische county Brecknockshire. Het is nog steeds op Newtown en Ystradgynlais na de grootste stad van Powys.
Brecon is sinds 1923 de bisschopszetel van het toen gevormde bisdom Swansea en Brecon en de kathedraal van Brecon is de titelkerk van het anglicaanse bisdom. Voor 1923 was Brecon de zetel van het even zo genoemde aartsdiakonaat in het toen nog grotere bisdom St Davids.
Er zijn aanduidingen dat de altaarsteen van Stonehenge afkomstig is uit de Brecon Beacons, het berggebied direct ten zuiden van het stadje, tegenwoordig beschermd als het nationaal park Brecon Beacons waar Brecon zelf nog net in ligt.

## Geboren in Brecon
- Thomas Coke (1747-1814), methodistisch bisschop
- Sarah Siddons (1755-1831), actrice
- Charles Kemble (1775-1854), acteur
- Roger Glover (1945), bassist van Deep Purple